# Iglesia de la Magdalena (Córdoba)
La iglesia de la Magdalena es una de las denominadas iglesias fernandinas situada en Córdoba (España), en el barrio de la Magdalena. El 17 de marzo de 1982 fue declarada Bien de Interés Cultural con la categoría de monumento.

## Descripción

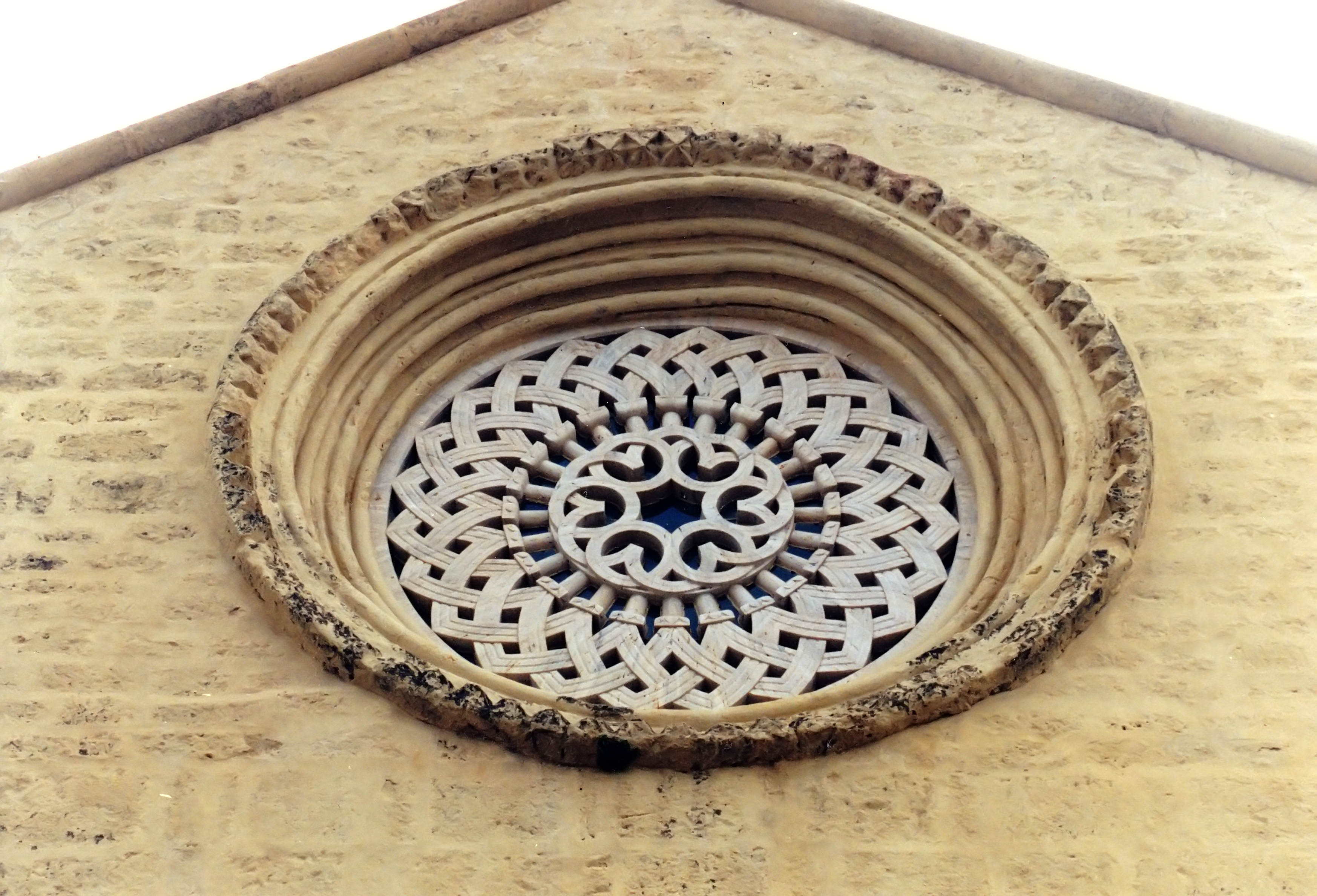
Rosetón de la fachada.

Su estilo artístico es el propio de la época en esta ciudad: estilo en el que se pone de manifiesto el influjo puramente castellano traído por los conquistadores, pero en el que es estilo tardorrománico (que por entonces se trabajaba en Castilla), es sustituido por el mudéjar, combinado con elementos góticos. La portada de la Epístola es la más antigua de las iglesias de la ciudad. El 5 de septiembre de 1990 sufrió un voraz incendio que arruinó totalmente su interior. 
Desde hace años la iglesia de la Magdalena no es objeto de culto habiendo sido desacralizada. Actualmente es lugar de celebración de exposiciones fundamentalmente patrocinadas por parte de la Obra Social y Cultural de Cajasur.

## Portadas laterales
Destaca la del lado de la Epístola de estilo mudéjar muy marcado. Se compone de un arco de ojiva con arquivoltas sobre finas columnas. Enmarcando el acceso se encuentra un alfiz cuya moldura se decora con puntas de diamante. 
La portada correspondiente al Evangelio enmarca el arco de acceso, apuntando de jambas escalonadas, con un tejaroz sobre modillones de rollos de tradición califal atendiendo a la cinta vertical que los decora. A ambos lados de esta portada se distribuían unos doseles de tipo gótico bajo los que se desarrollaba la escena de la anunciación. En la actualidad, tan solo se conserva la escultura del Ángel San Gabriel.  

## Portada principal
Se proyecta ligeramente como las anteriores, fuera del eje de fachada. Está compuesta por el arco abocinado sobre finas columnas con capiteles de motivos fitomórficos. Sustituyendo el frontón que suele cubrir los accesos de estas iglesias se dispone un frontis triangular. El hastial queda ornamentado con un rosetón de bocina, decorado con puntas de diamante. La fachada careció desde su origen de cualquier contrafuerte o estribo, lo que le restaría estabilidad al conjunto arquitectónico. 

## Torre de Santa María Magdalena
Su aspecto actual se debe a un proyecto elaborado por el arquitecto académico Ignacio Tomás en 1791 gracias al patrocinio del obispo Antonio Caballero y Góngora. Se estructura en varios cuerpos de los que el primero, el más sobrio y liso, ostenta el escudo de armas de dicho obispo. La torre termina en un octogonal sobre el que descansa un remate en forma de cilindro. 
En 2016 se grabó en su interior el último capítulo de la segunda temporada de Allí Abajo, donde se realizó el matrimonio ficticio entre sus protagonistas.